# Gevolg

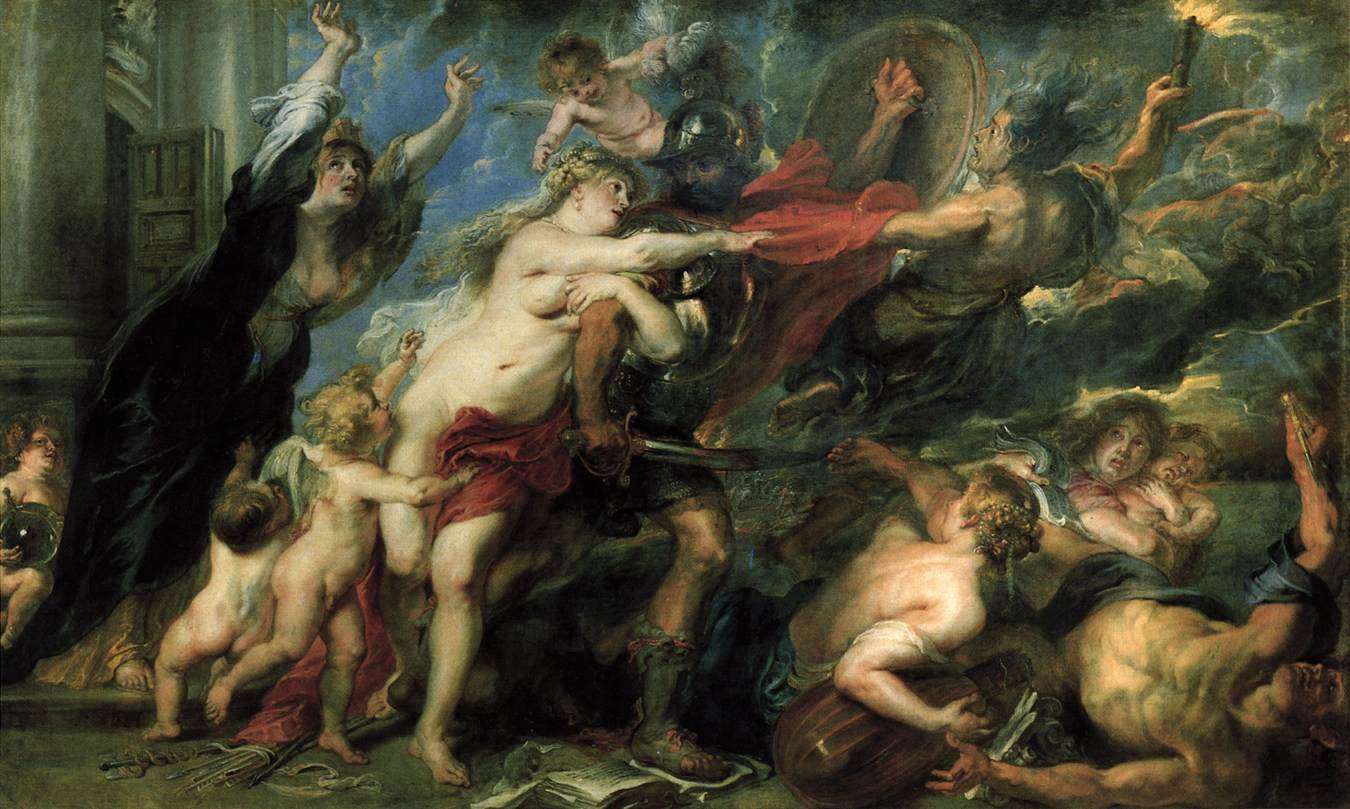
Peter Paul Rubens, De gevolgen van oorlog, Galleria Palatina, Palazzo Pitti, Florence, Italië

Een gevolg of effect is een gebeurtenis of omstandigheid die optreedt als resultaat van een of meer oorzaken en bijdragende factoren en omstandigheden.
De menselijke drang tot verklaring verklaart de neiging om alle gebeurtenissen of fenomenen als een gevolg te beschouwen van andere gebeurtenissen of fenomenen die samen de oorzaak vormen. De relatie die tussen een oorzaak en haar gevolg bestaat, heet bij afspraak een causale relatie, ook wel een geval van causaliteit.
Bij een deterministische kijk op het heelal waarin geen ruimte is voor toeval, wordt uitsluitend uitgegaan van wetmatigheden van het type "als situatie X zich voordoet, zal situatie Y het gevolg zijn".
In de wiskunde is een gevolg een stelling die (vrijwel) direct volgt uit een andere stelling.